# Лишман, Билл
Билл Лишман (1939—2017) — канадский скульптор, режиссёр, изобретатель, энтузиаст и пионер сверхлёгкой авиации в стране, натуралист. Изучал миграции птиц, летая вместе с гусями и журавлями. Его получасовой фильм C’mon Geese демонстрировался в разных странах. Автобиография  Father Goose была опубликована в трёх. Вместе с Вествудом он снял фильм Fly Away Home (1996). В этом фильме история Лишмана была пересказана с большими отступлениями от оригинала, использовалось 60 специально обученных им гусей и 6 сверхлёгких самолётов.
Лишман с 1962 успешно занимался скульптурой. В 2015 году его стальная конструкция была установлена в Канадском музее природы.
Скончался менее, чем через две недели после того, как у него диагностировали лейкемию.